# جائزة زحل
جائزة زحل (بالإنجليزية: The Academy of Science Fiction)‏ هي جائزة تقدمها أكاديمية أفلام الخيال العلمي والفنتازيا والرعب، أنشئت عام 1972، تحت رعاية الدكتور دونالد مؤرخ ومؤلف. وهي منظمة غير ربحية تهدف إلى تكريم شركات إنتاج الخيال العلمي والتعرف عليها وتشجيعها، وبعض أنواع الرعب. في السنوات الأولى ساعد الدكتور ريد على إعادة المصداقية لهذه الأنواع عن طريق تشكيل منظمة الجوائز التي صوتت لهذه الأفلام التي كانت تملأ الخيال الخلاق وتقديمهم إلى نوعية تاريخ صناعة الأفلام هذه الفترة. وقال انه بدأ الطقوس السنوية بالإضافة إلى ما نعرفه اليوم بزحل الجوائز المرموقة.
وبدأ الدكتور ريد تسليم الجوائز التي كانت في البداية شهادات ذهبية فقط. لمدة خمس سنوات، وفي عام 1977 وقع الدكتور ريد صفقة مع التلفزيون الوطني للقيام بعرض المهرجان.
أما الجائزة نفسها فهي مجسم لكوكب زحل حيط به هالة من أشرطة السينما ويستند على قاعدة رأسية ملولبة، لذلك تعرف الجائزة في الأوساط السينمائية الأمريكية باسم الحلزون الذهبي أو اللولب الذهبي.

## مجالات الجائزة في السينما
- جائزة زحل لأفضل فيلم خيال علمي
- جائزة زحل لأفضل فيلم خيال
- جائزة زحل لأفضل فيلم رعب
- جائزة زحل لأفضل فيلم إثارة / مغامره / قصة
- جائزة زحل لأفضل فيلم رسوم متحركه
- جائزة زحل لأفضل فيلم سينمائي أجنبي
- جائزة زحل لأفضل الاتجاه
- جائزة زحل لأفضل ممثل
- جائزة زحل لأفضل ممثلة
- جائزة زحل لأفضل ممثل ثانوي
- جائزة زحل لأفضل ممثلة ثانوي
- جائزة زحل لأفضل ممثل طفل
- جائزة زحل لأفضل كاتب
- جائزة زحل لأفضل موسيقى
- جائزة زحل لأفضل أخراج
- جائزة زحل لأفضل تنسيق ملابس
- جائزة زحل لأفضل مؤثرات خاصة

تم أضافة جائزة لأفضل فيلم اجنبي في عام 1980. الفائز الوحيد في هذه الفئة عشاء لآديل (1977).

## مجالات الجائزة في التلفاز
- جائزة زحل لأفضل مسلسل تلفزيوني
- جائزة زحل لأفضل عرض التلفزيون
- جائزة زحل لأفضل ممثل على شاشة التلفزيون
- جائزة زحل لأفضل ممثلة على شاشة التلفزيون
- جائزة زحل لأفضل منتج على التلفزيون
- جائزة زحل لأفضل ممثلة ثانوية على شاشة التلفزيون

## روابط خارجية
- جائزة زحل على موقع IMDb (الإنجليزية)